# Irwin Kostal
Irwin James Kostal (* 1. Oktober 1911 in Chicago, Illinois; † 23. November 1994 in Studio City, Los Angeles, Kalifornien) war ein US-amerikanischer Arrangeur, Komponist von Filmmusik und Dirigent. Besonders bekannt ist er für seine Zusammenarbeit mit den Sherman-Brüdern sowie als musikalischer Leiter mehrerer Disney-Musicals, darunter Mary Poppins (1964). Für die musikalische Bearbeitung und Leitung von  West Side Story und Meine Lieder – meine Träume (1965) wurde er jeweils mit einem „Oscar“ ausgezeichnet.

## Leben
Irwin Kostal wurde am 1. Oktober 1911 in Chicago geboren. Schon als Kind lernte er, Klavier zu spielen und studierte in örtlichen Bibliotheken Partituren solcher Komponisten wie Ludwig van Beethoven oder Claude Debussy. Schon bald stand für ihn fest, Arrangeur werden zu wollen. Kostal studierte in seiner Heimatstadt am American Conservatory of Music, arbeitete unter anderem mit Art Van Damme. Sein erster professioneller Auftrag als Arrangeur war die in Chicago angesiedelte NBC-Radio-Show Design for Listening. Danach ging er nach New York City, wo er die Musik für Sid Caesars enorm erfolgreiche Fernseh-Serie Your Show of Shows (1950) arrangierte. In dieser Zeit arbeitete er auch als Arrangeur oder Pianist für Bandleader wie Vaughan Monroe oder Al Nevins sowie am Broadway. Dort entwickelte er sich zu einem bedeutenden Arrangeur von Musicals. Zusammen mit Sid Ramin instrumentierte er die ursprüngliche Bühnenproduktion von Leonard Bernsteins West Side Story und später auch von „A Funny Thing Happened on the Way to the Forum“. Auch bei der Filmversion von West Side Story war Kostal als Arrangeur mit dabei, was ihm einen „Oscar“ und einen „Grammy“ einbrachte.
Es folgte der Auftrag von Walt Disney, die musikalische Gesamtleitung des Musicals Mary Poppins (1964) zu übernehmen. Es gelang Kostal so gut, die Musik von Richard M. und Robert B. Sherman zu einem überzeugenden Klangteppich zu verweben, dass seine Musikbearbeitung noch heute im Unterricht für angehende Arrangeure verwendet wird. Ein weiterer Groß-Erfolg Kostals war dann 1965 die Filmversion des Musicals Meine Lieder – meine Träume von Richard Rodgers und Oscar Hammerstein, ebenfalls mit Julie Andrews in der Hauptrolle, für deren Fernsehshow Kostal im gleichen Jahr ebenfalls als musikalischer Leiter fungierte.
Es folgten weitere Musical-Projekte mit den Sherman-Brüdern, darunter Tschitti Tschitti Bäng Bäng (1968) und Die tollkühne Hexe in ihrem fliegenden Bett (1971), die jedoch beide nicht an den Erfolg von Mary Poppins anknüpfen konnten. Auch die 1973 von Kostal instrumentierte Broadway-Produktion von Alan Jay Lerners und Frederick Loewes Gigi war kein Erfolg, ebenso wenig die erste US-amerikanisch-sowjetische Film-Co-Produktion Der blaue Vogel (The Blue Bird, 1976).
Nach der musikalischen Gesamtleitung von Elliot, das Schmunzelmonster (Pete's Dragon, 1977) übernahm Kostal für die Disney-Studios 1982 auch die digitale Neueinspielung der Musik zu dem Zeichentrick-Klassiker Fantasia (1940). Obwohl er dabei die Original-Arrangements von Leopold Stokowski verwendete, regte sich gegen diese Neuaufnahme einiger Protest, sodass der Film seit 1990 wieder mit Stokowskis ursprünglicher Musikaufnahme gezeigt wird. 1983 schrieb Kostal die Filmmusik und das Titellied zu dem oscarnominierten Disney-Zeichentrick-Kurzfilm Mickys Weihnachtserzählung (Mickey's Christmas Carol).
Irwin Kostal starb am 23. November 1994 in Studio City an einem Herzinfarkt, während er sein Amt als Präsident der American Society of Music Arrangers and Composers ausübte.
Die Disney-Company ernannte ihn im Jahr 2004 posthum zur „Disney-Legende“ („Disney Legend“).

## Filmografie
- 1950: Your Show of Shows (Fernsehserie) – Komponist und musikalische Leitung
- 1955: Rauchende Colts (Gunsmoke, Fernsehserie) – Komponist und musikalische Leitung
- 1958: The Garry Moore Show (Fernsehserie) – musikalische Leitung
- 1961: West Side Story (West Side Story) – Musikarrangements zusammen mit Saul Chaplin, Johnny Green und Sid Ramin
- 1964: Mary Poppins (Mary Poppins) – Musikarrangements und musikalische Leitung
- 1965: Meine Lieder – meine Träume (The Sound of Music) – Musikarrangements und musikalische Leitung
- 1965: The Julie Andrews Show (Fernsehserie) – musikalische Leitung
- 1966: Toll trieben es die alten Römer (A Funny Thing Happened on the Way to the Forum) – Musikarrangements und musikalische Leitung der Lieder
- 1967: The Carol Burnett Show (Fernsehserie) – musikalische Leitung
- 1967: Half a Sixpence (Half a Sixpence) – Musikarrangements, musikalische Leitung und Hintergrundmusik
- 1968: Tschitti Tschitti Bäng Bäng (Chitty Chitty Bang Bang) – Musikarrangements, musikalische Leitung und Hintergrundmusik
- 1971: Die tollkühne Hexe in ihrem fliegenden Bett (Bedknobs and Broomsticks) – Musikarrangements und musikalische Leitung
- 1973: Zuckermanns Farm (Charlotte's Web) – Musikarrangements und musikalische Leitung
- 1973: Dr. Jekyll and Mr. Hyde (Fernsehfilm) – Musikarrangements, musikalische Leitung
- 1976: Der blaue Vogel (The Blue Bird) – Komponist, Musikarrangements und musikalische Leitung
- 1977: Elliot, das Schmunzelmonster (Pete's Dragon) – Musikarrangements und musikalische Leitung
- 1978: Unsere Lassie (The Magic of Lassie) – Musikarrangements und musikalische Leitung
- 1983: Mickys Weihnachtserzählung (Mickey's Christmas Carol) – Komponist, Musikarrangements und musikalische Leitung

## Auszeichnungen
Oscar
Gewonnen
- 1962 – West Side Story (1961) – „Beste adaptierte Filmmusik“ (zusammen mit Saul Chaplin, Johnny Green und Sid Ramin)
- 1966 – Meine Lieder – meine Träume (1965) – „Beste adaptierte Filmmusik“

Nominierung
- 1965 – Mary Poppins (1964) – „Beste adaptierte Filmmusik“
- 1972 – Die tollkühne Hexe in ihrem fliegenden Bett (1971) – „Beste adaptierte Filmmusik“
- 1978 – Elliot, das Schmunzelmonster (1977) – „Beste adaptierte Filmmusik“

Grammy Awards
- 1962 – West Side Story (1961) – Grammy für das „beste Soundtrack-Album“ (zusammen mit Saul Chaplin, Johnny Green und Sid Ramin)

Emmy Awards
- 1966 – The Julie Andrews Show (1965) – Nominierung

Laurel Awards
- 1962 – West Side Story (1961) – Nominierung für den „Golden Laurel“ (zusammen mit Saul Chaplin, Johnny Green und Sid Ramin)